# Uriah Heep (gruppo musicale)
Gli Uriah Heep sono un gruppo musicale hard rock/progressive britannico formatosi a Londra nel 1969.

## Storia

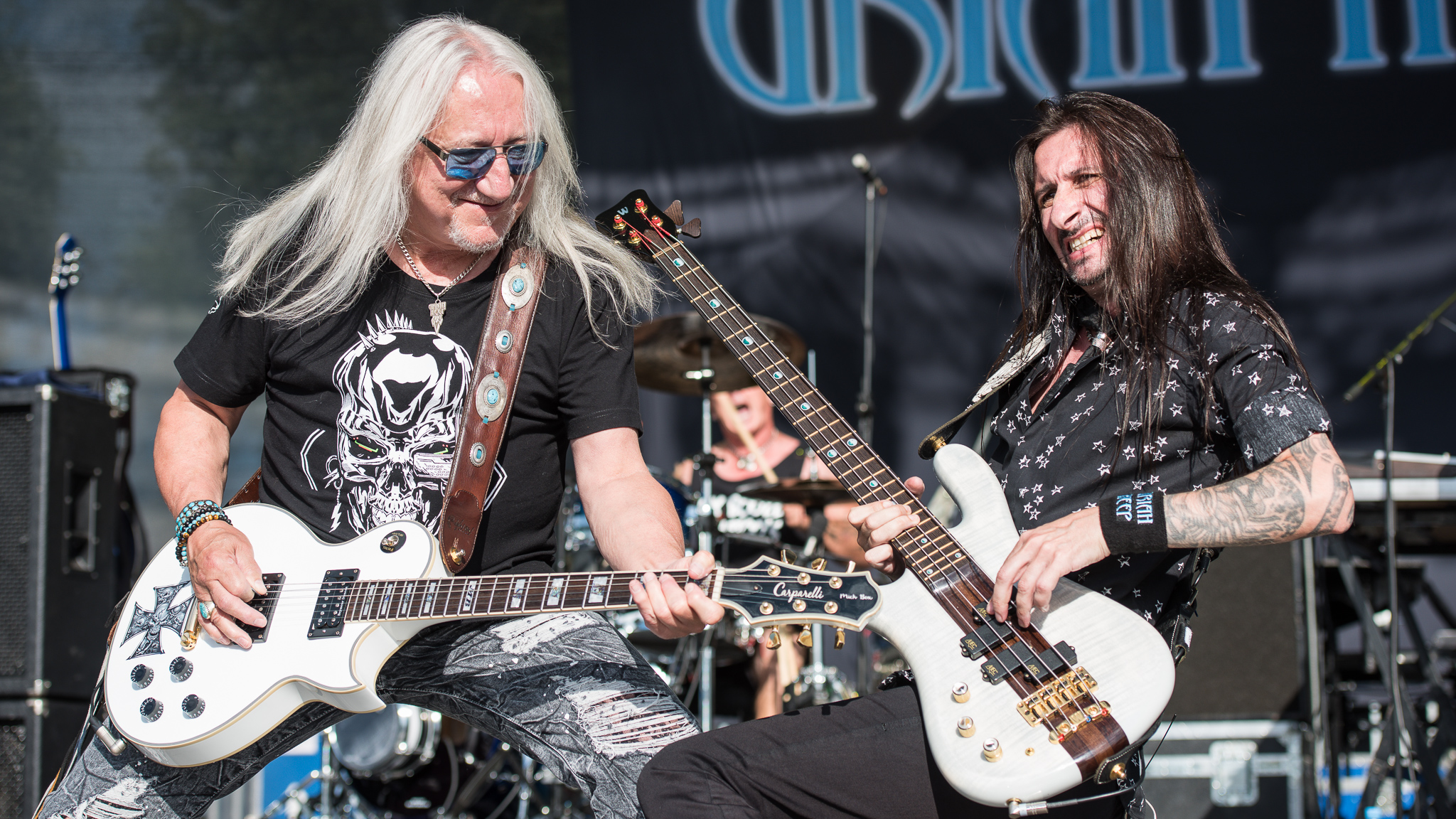
Mick Box e Davey Rimmer nel 2017

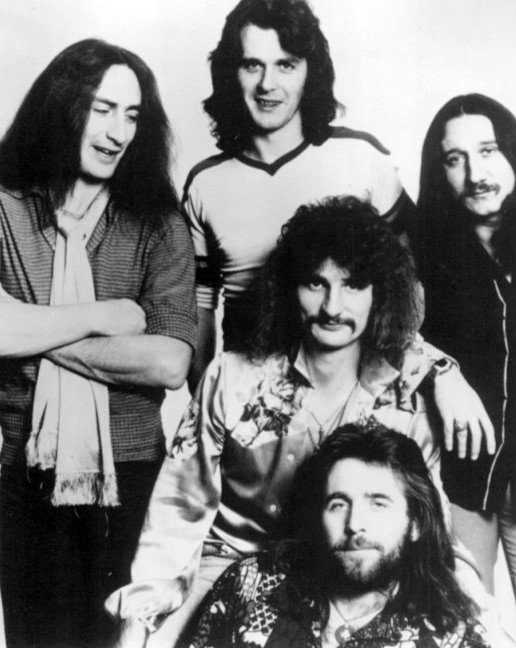
Gli Uriah Heep nel 1977

Tutto inizia con una band chiamata "The Stalkers" nella quale militano il chitarrista Mick Box e il cantante David Byron. Quando il gruppo si scioglie i due fondano gli "Spice", ai quali si unisce presto anche il bassista Paul Newton, e successivamente anche il batterista Alex Napier. La fama degli Spice aumenta, e una sera ad un loro spettacolo c'è anche il produttore musicale Gerry Bron, che li invita ad alcune sessioni in studio. Bron suggerisce ai quattro di ingaggiare un tastierista, e la scelta finale cade, su consiglio di Newton che lo conosceva dai tempi dei "The Gods", su Ken Hensley. A questo punto il nome alla band viene mutato in "Uriah Heep", nome suggerito da Bron (che diventerà il loro manager) e preso in prestito dal personaggio presente nel romanzo di Charles Dickens David Copperfield.
Nel 1970 esce il primo disco, chiamato ...Very 'Eavy ...Very 'Umble, prodotto da Bron. Alla batteria si avvicendano prima Nigel Olsson (poi batterista con Elton John, carissimo amico di David Byron), e poi Alex Napier. L'album non incontra un gran che: la giornalista Melissa Mills afferma su Rolling Stone: "Se questo gruppo ce la farà dovrò suicidarmi..."
Nel 1971, dopo l'ingresso in formazione del batterista Keith Baker, viene pubblicato Salisbury, un'opera rock monumentale, soprattutto per la suite omonima di sedici minuti, suonata con un'orchestra di 24 elementi, che conclude il disco. Da notare anche Bird of Prey, progenitrice di un genere che dalla fine degli anni ottanta verrà definito come epic metal.

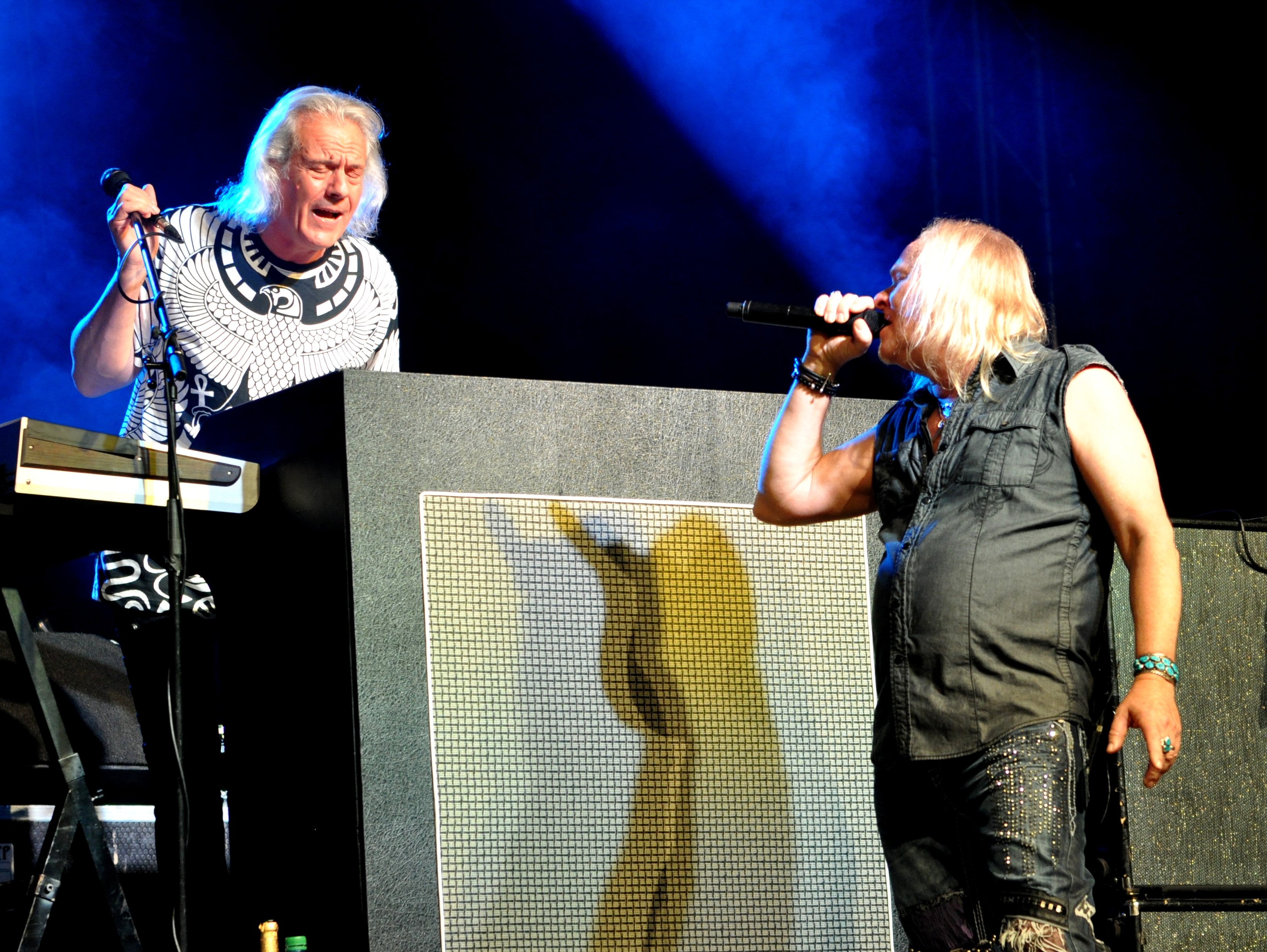
Phil Lanzon e Bernie Shaw nel 2016

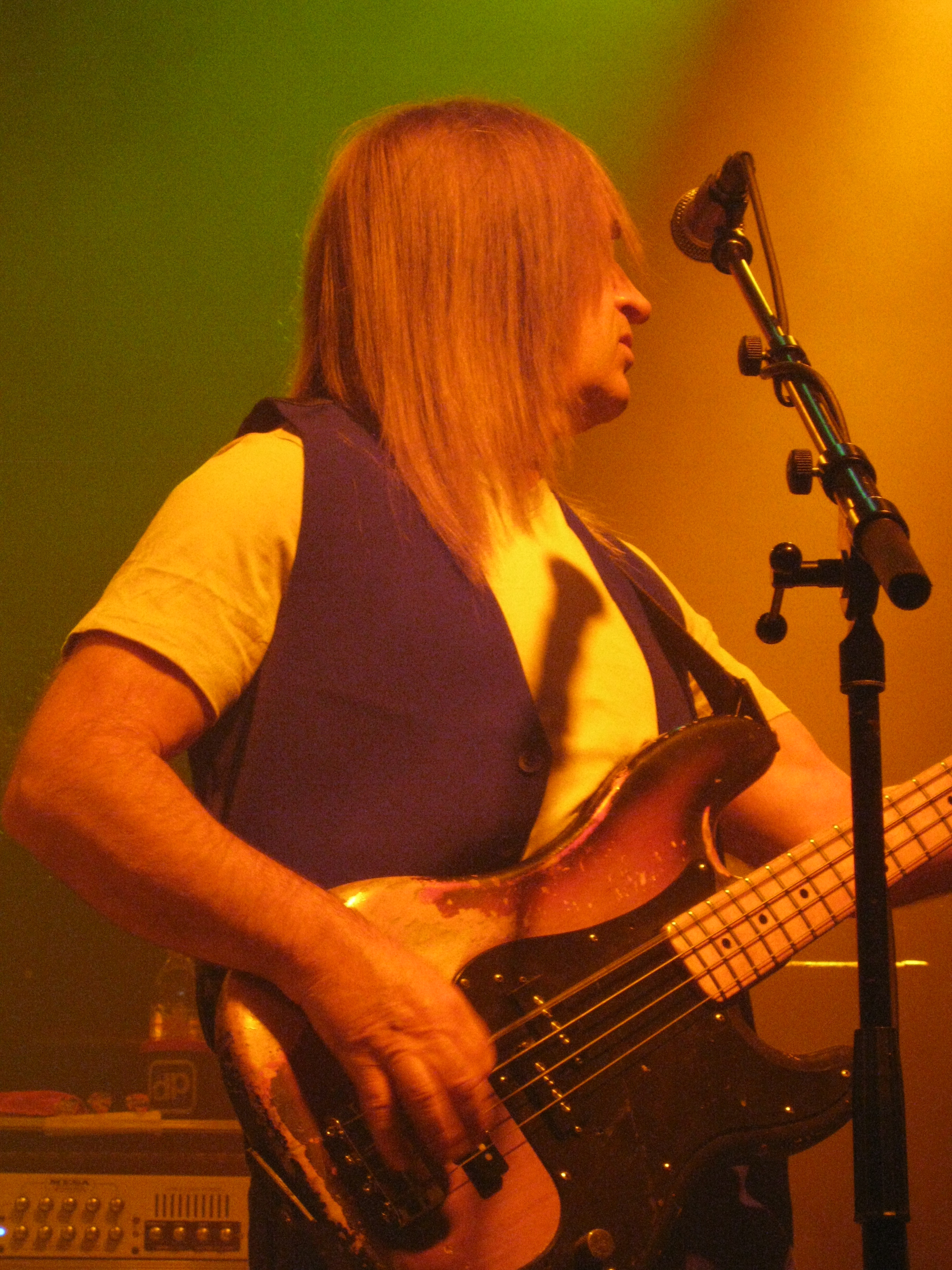
Trevor Bolder nel 2008

Dopo l'uscita di Salisbury, gli Uriah Heep partono per il primo tour negli Stati Uniti con il nuovo batterista, Ian Clarke, e al ritorno Bron fonda la "Bronze Record". A questo punto la band registra il terzo disco, Look at Yourself: il suono diventa sempre più pesante (Look at Yourself, Shadows of Grief) e in certi casi "sporco" (Tears in My Eyes, Love Machine), ma nel disco sono presenti anche July Morning (con un assolo di moog di Manfred Mann) e What Should Be Done, interessante esempio del loro lato soft.
In questi anni gli Uriah Heep sono guidati dal multi-strumentista Ken Hensley, che suona organo, pianoforte, moog e canta e seconda chitarra (principalmente slide) per molte canzoni di impatto più violento.
Nel 1972 esce il capolavoro degli Uriah, Demons & Wizards, nel quale non troviamo più né Paul Newton né Ian Clarke,  rimpiazzati dall'ex-bassista di Keef Hartley, Gary Thain, e dal batterista Lee Kerslake. La band trova così la sua formazione più classica, con cui registra The Magician's Birthday nel 1972, Uriah Heep Live e Sweet Freedom nel 1973, e infine Wonderworld nel 1974, album che ebbero riconoscimenti internazionali. Nel 1975 Thain fu però escluso dal gruppo in favore di John Wetton (già dei Family e dei King Crimson) a causa dell'eroina, che poi lo uccise quell'anno stesso. Con la nuova formazione il gruppo registrò nel 1975 Return to Fantasy, che ebbe un certo successo.

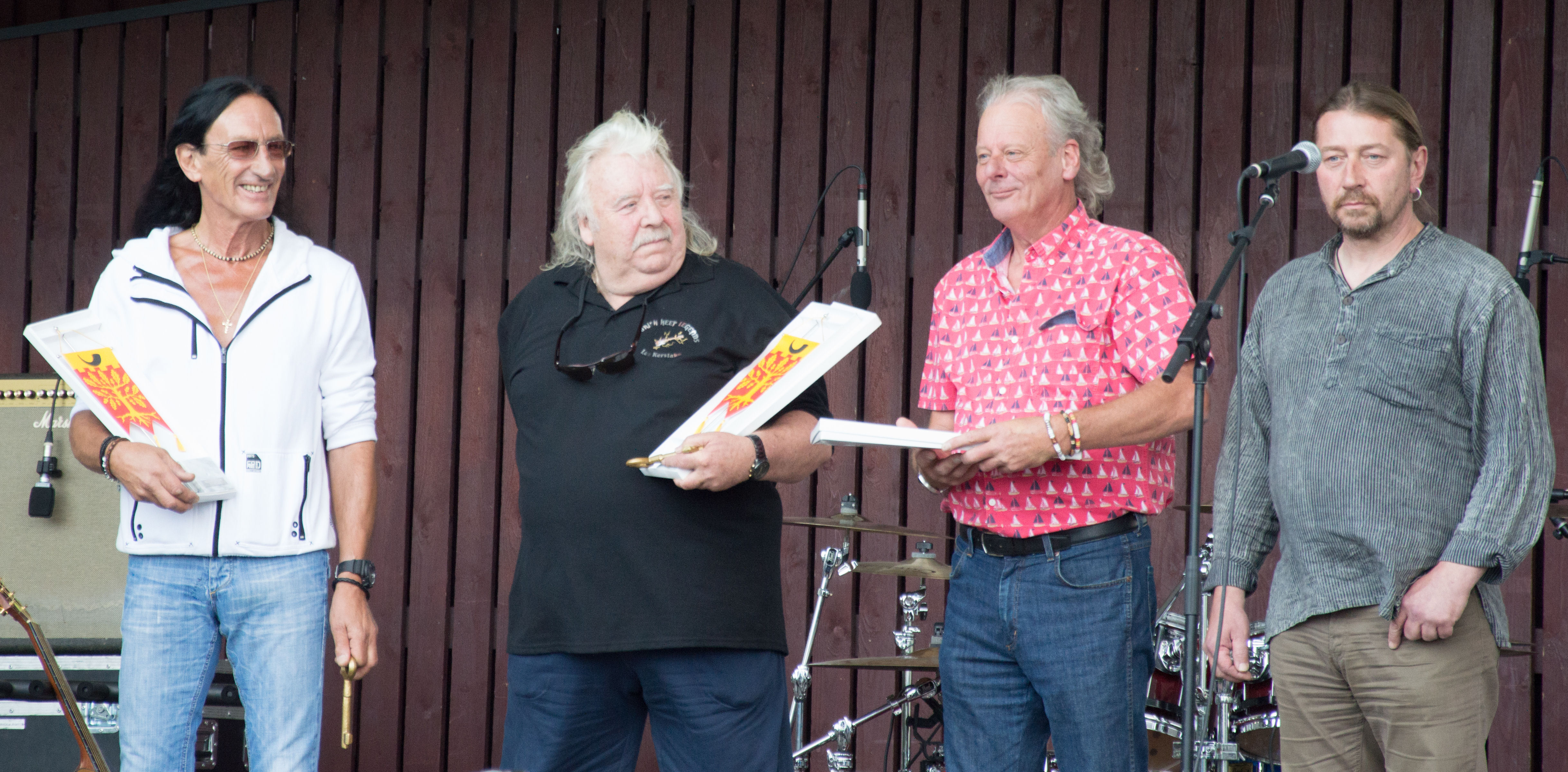
Gli ex Uriah Heep Ken Hensley, Lee Kerslake, Paul Newton con Eirikur Hauksson nel 2012

Con il successo però aumentano i contrasti nella band e l'alcolismo di Byron non aiuta: il cantante lascia il gruppo nell'estate del 1976, dopo il tour successivo alla pubblicazione di High and Mighty. Anche Wetton abbandona e viene sostituito da Trevor Bolder. Come cantante è assunto invece, su consiglio di Roger Glover che vi aveva lavorato insieme, John Lawton. Con la nuova formazione esce nel 1977 Firefly, seguito nello stesso anno da Innocent Victim e l'anno successivo da Fallen Angel, tutti incisi con la medesima formazione.
Nel frattempo nascono altri malumori e quando nel 1979 gli Uriah Heep entrano in studio, Lawton e Kerslake abbandonano il gruppo, sostituiti da John Sloman e dal futuro AC/DC Chris Slade. Nel 1980 esce Conquest, che non entusiasma. Questa volta dopo il tour è Hensley ad abbandonare gli Heep. Si prosegue con l'ingresso in formazione del tastierista canadese Gregg Dechert, ma quando all'inizio del 1981 anche Sloman lascia, Box opta per la rifondazione. Sceglie di riconfermare Bolder bassista e per il cantante ripunta su Byron. Byron rifiuta e Bolder decide di accettare l'offerta dei Wishbone Ash. Rimasto solo, Box si rimette alla ricerca di musicisti: convince Lee Kerslake a rientrare e come bassista ingaggia l'australiano ed ex-Rainbow Bob Daisley, che insieme a Kerslake aveva appena finito la collaborazione con Ozzy Osbourne. La rifondazione si conclude con gli innesti di John Sinclair alle tastiere e dell'ex-Trapeze Peter Goalby come cantante.
I cinque cominciano subito a lavorare; il nuovo album, Abominog, esce nel 1982 ed è accolto molto meglio degli ultimi precedenti. Anche il successivo Head First, uscito nel 1983, va bene. Con la sola defezione di Daisley, sostituito dal rientrante Trevor Bolder, la band pubblica due anni più tardi Equator, che raccoglie nuovi successi di critica. Nonostante questo, Goalby e Sinclair lasciano il gruppo nel 1985. Il posto di quest'ultimo è preso da Phil Lanzon e come cantante è assunto Steff Fontaine, che però dopo pochi mesi viene sostituito dal canadese Bernie Shaw. Questa volta la scelta del cantante si rivela azzeccata e assicura alla band la stabilità che mancava dall'addio di Byron. La voce di Shaw non è certo quella dell'inimitabile protagonista dei primi dischi ma il gruppo trova finalmente un sostituto capace di dare nuova vitalità ai lavori in studio e in grado di affrontare i vecchi successi della band. Le caratteristiche vocali di Shaw sono decisamente più rock e la svolta verso un suono più duro si evince sin dal primo lavoro che mette insieme brani melodici e canzoni veloci e molto ritmate.

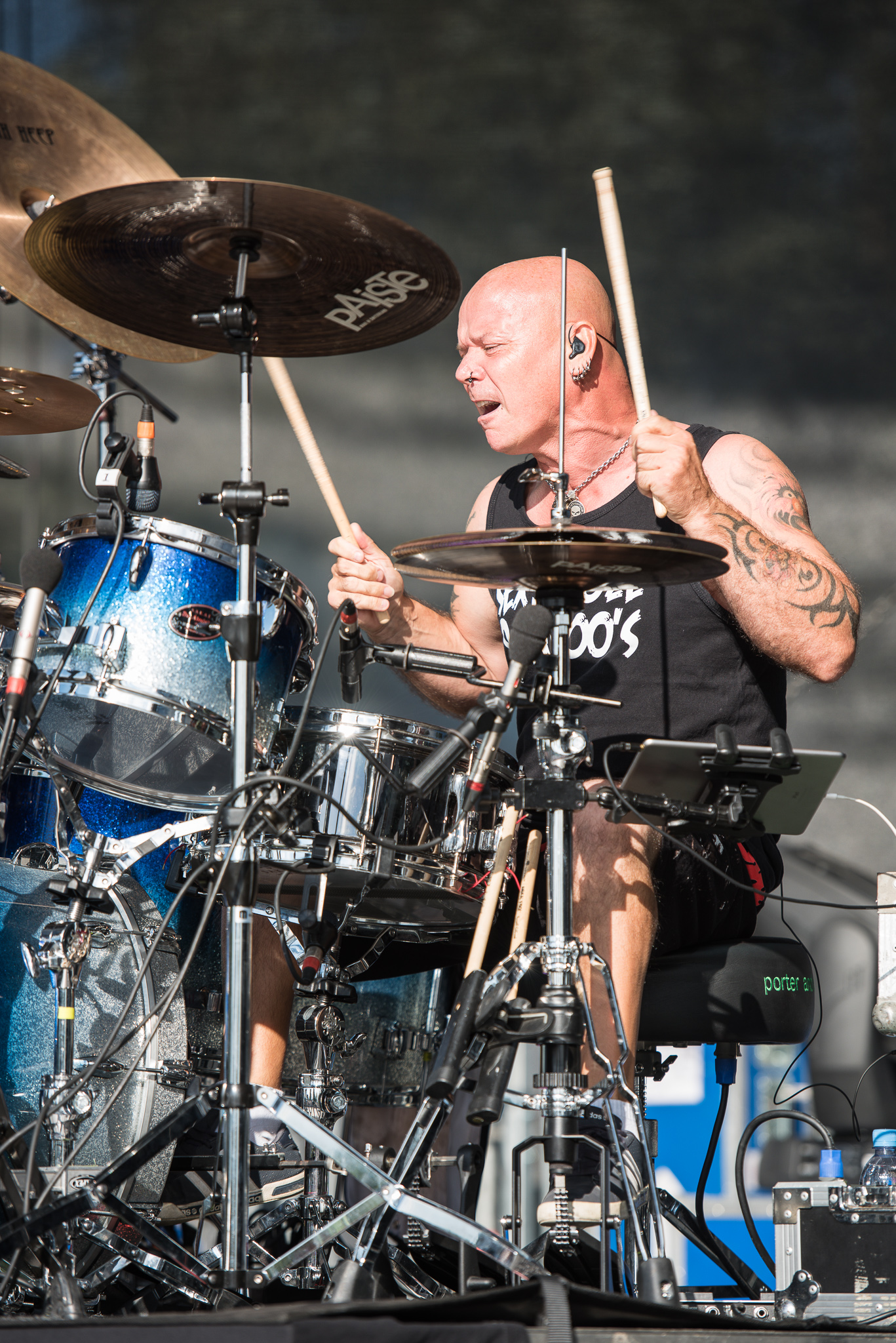
Russel Gilbrook

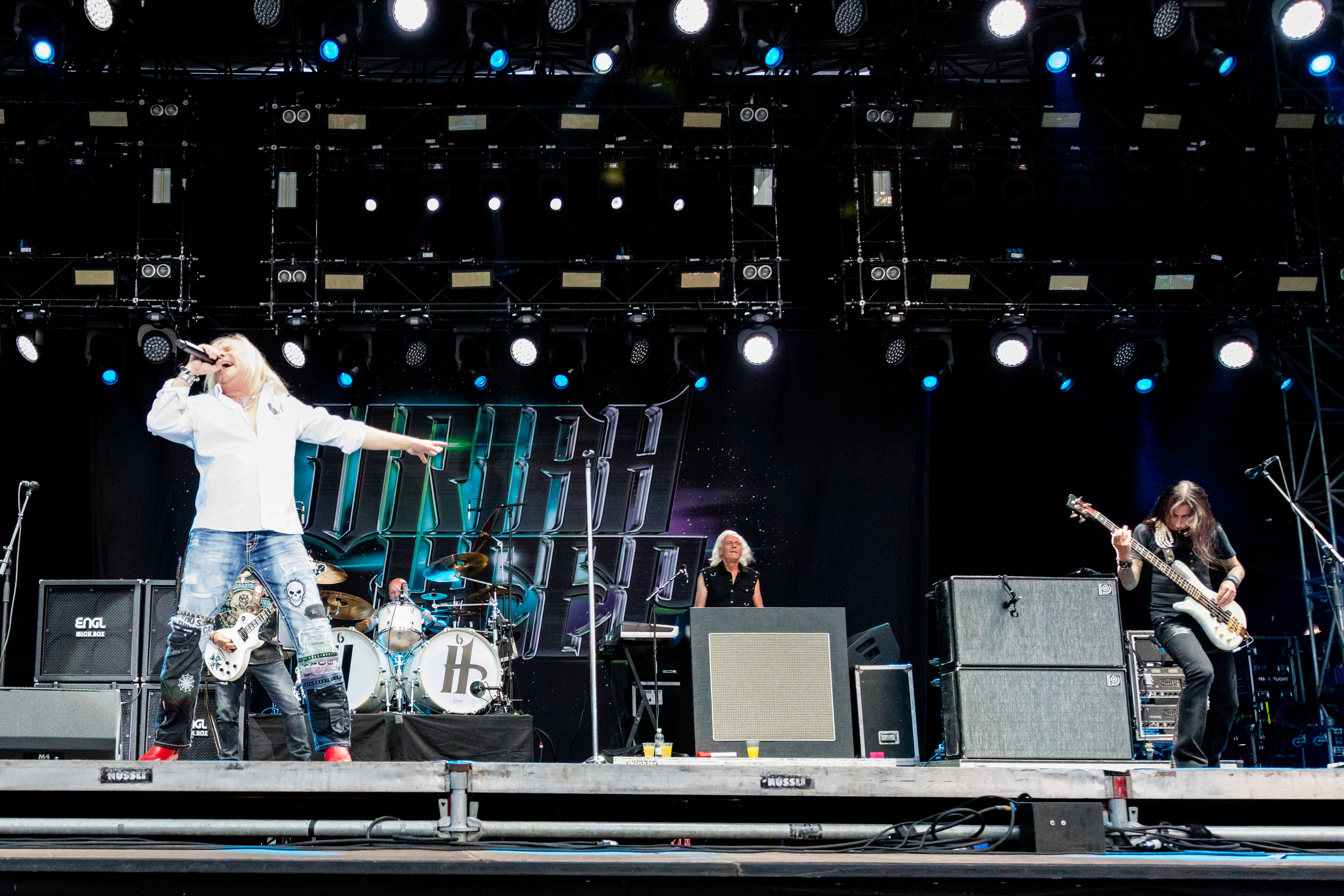
Gli Uriah Heep al Rock the Ring 2018

Nel 1988 viene pubblicato Il primo disco dalla nuova formazione, Live in Moscow, mentre il debutto in studio avviene l'anno successivo con Raging Silence, seguito nel 1991 da Different World, Sea of Light nel 1995, e infine Sonic Origami nel 1998, ma la band è più attiva dal vivo che non in studio. Tra questi lavori, il più riuscito è sicuramente l'album del 1995.
Nel 2007 Kerslake abbandona per problemi di salute, sostituito da Russell Gilbrook, e nel 2008, dopo dieci anni dall'ultimo album in studio, il gruppo pubblica Wake the Sleeper.
Dopo una compilation di classici registrati nel 2009 dalla nuova formazione in occasione del quarantesimo anniversario della band e che prende il nome di Celebration, nel 2011 esce il potente Into the Wild, cui fa seguito un tour con tappa in Italia.
Nel gennaio del 2013 il bassista Trevor Bolder annuncia di avere il cancro al pancreas e di doversi sottoporre a un intervento chirurgico. Il 21 maggio del 2013 il cancro lo uccide a 62 anni.  È sostituito da Davey Rimmer.
Il 6 giugno 2014 esce Outsider, che li porta in tournée per tutta l'Europa. 
L'anno successivo la compilation Totally Driven raccoglie una selezione dei loro migliori pezzi ri-registrati dalla precedente formazione (1986-2007). Già pubblicata nel 2001 con una differente disposizione delle tracce e con un altro titolo ("Remasters: The Official Anthology") e ristampata nel 2004 come "Uriah Heep's Gold: Looking Back 1970-2001".
Il 7 giugno 2018 esce un nuovo singolo della band, Grazed by Heaven, che annuncia l’uscita del loro venticinquesimo album, Living the Dream, avvenuta il 14 settembre 2018.

### Stile
La musica degli Uriah Heep è una commistione di hard rock, rock progressivo, heavy metal, acid rock, blues e folk.
Loro caratteristiche sono il massiccio uso di tastiere e le forti armonie vocali: nei primi anni risaltava il cantato quasi operistico di David Byron.

## Formazione

### Formazione attuale
- Bernie Shaw - voce (1986-presente)
- Mick Box - chitarra (1969-presente)
- Phil Lanzon - tastiere (1986-presente)
- Davey Rimmer - basso (2013-presente)
- Russell Gilbrook - batteria (2007-presente)

### Ex membri principali
- David Byron – voce (1969-1977; morto nel 1985)
- Ken Hensley – tastiere (1969-1980; morto nel 2020)
- Alex Napier - batteria (1969-1970; morto nel 2023)
- Ian Clarke – batteria (1970-1971)
- Paul Newton - basso (1969-1971)
- Gary Thain – basso (1972-1974; morto nel 1975)
- Lee Kerslake – batteria (1971-1979;1982-2007; morto nel 2020)
- Peter Goalby - voce (1981-1986)
- John Sinclair, tastiere (1980-1986)
- Trevor Bolder - basso (1976-1982; 1985-2013; morto nel 2013)
- John Wetton - basso (1974-1976; morto nel 2017)
- John Lawton - voce (1976-1979; morto nel 2021)

## Discografia

### Album in studio
- 1970 – ...Very 'Eavy ...Very 'Umble
- 1971 – Salisbury
- 1971 – Look at Yourself
- 1972 – Demons & Wizards
- 1972 – The Magician's Birthday
- 1973 – Sweet Freedom
- 1974 – Wonderworld
- 1975 – Return to Fantasy
- 1976 – High and Mighty
- 1977 – Firefly
- 1977 – Innocent Victim
- 1978 – Fallen Angel
- 1980 – Conquest
- 1982 – Abominog
- 1983 – Head First
- 1985 – Equator
- 1989 – Raging Silence
- 1991 – Different World
- 1995 – Sea of Light
- 1998 – Sonic Origami
- 2008 – Wake the Sleeper
- 2011 – Into the Wild
- 2014 – Outsider
- 2018 – Living the Dream
- 2023 – Chaos & Colour